# Sáo Kenrick
Sáo Kenrick (danh pháp hai phần: Poeoptera kenricki) là một loài chim trong họ Sáo.
Loài sáo này được tìm thấy ở Kenya và Tanzania.